# Livium
Das Livium ist in der Erdgeschichte ein Zeitabschnitt des Karbon. Es ist die mittlere regionale Unterstufe (von manchen Autoren auch als Stufe benutzt) der regionalen und globalen Stufe des Viséums in Belgien. In absoluten Zahlen ausgedrückt dauerte das Livium von etwa 340 bis etwa 336,5 Millionen Jahren. In der regionalen Stufen-/Unterstufengliederung des Karbon in Belgien kommt das Livium nach dem Moliniacium und wird vom Warnantium, der oberen regionalen Unterstufe des Viséum abgelöst.

## Geschichte und Namensgebung
Die Unterstufe bzw. Stufe ist nach dem Ort Lives, in der Nähe von Namur (Belgien) benannt. Die Typlokalität ist ein Kliff und ein Steinbruch am rechten Ufer der Maas, unterhalb der Brücke der Beez-Straße über die Maas. Das Livium wurde von Raphael Conil, Eric Groessens und Henri Pirlet 1977 ursprünglich als Stufe vorgeschlagen, von späteren Autoren jedoch meist im Rang einer Unterstufe benutzt.
Nach der Stratigraphischen Tabelle von Deutschland 2002 ist es auch in Deutschland als Unterstufe des Viséum verfügbar.

## Definition und Korrelation
Die Basis des Livium wird durch das Erstauftreten der Foraminiferen-Gattung und -Art Koskinotextularia und Pojarkovella nibelis definiert. Das Livium wird heute mit dem Holkerium des englischen Karbons korreliert.
Dauer, Beginn und Ende des Livium sind unsicher, und differieren je nach verwendeter Zeitskala. Nach Menning et al. (2000) dauerte es von 337,5 bis 334,5 Millionen Jahre, nach der Stratigraphischen Tabelle von Deutschland 2002 (STD2002) reicht das Livium von etwa 340 bis etwa 336,5 Millionen Jahren. In der Geological Time Scale 2004 (GTS2004) hat es eine Dauer von 6,7 Millionen (von 338,9 bis 332,2).

## Untergliederung
Das Livium kann biostratigraphisch mit der Foraminiferen-Zone MFZ12 korreliert werden. In der Abfolge der rugosen Korallen nimmt es den oberen Teil der RC5 und RC6 ein.